# Стари надгробни споменици у Рељинцима
Стари надгробни споменици у Рељинцима (Општина Горњи Милановац) представљају мању споменичку групу значајну првенствено за истраживање генезе становништва овог краја.

## Рељинци
Село Рељинци налази се у северном делу општине Горњи Милановац, на левој страни речице Брезовице. Граничи се са атарима села Давидовица, Заграђе, Трудељ, Угриновци и Крива Река. Село је разбијеног је типа, са три засеока: Копривица, Марковићи и Џемат. Кроз Рељинце пролази Ибарска магистрала. 
Село се први пут помиње у турском попису из 1528. године. Ново досељавање извршено је у време Првог српског устанка из Старог Влаха, околине Лесковца и Качера. Сеоска слава је Друге Тројице.

## Сеоско гробље
Гробови појединих фамилија које су изумрле или чији се чланови сахрањују на новом, горњем делу гробља, готово у потпуности су зарасли у густу вегетацију. Стари надгробници доступни су само у централном и источном делу гробља. 

### Стари надгробни споменици
На гробљу у Рељинцима заступљени су сви типови надгробних обележја карактеристични за руднички крај и временски распон од почетка 19. до половине 20. века. Најстарији споменици само су грубо отесани и без икаквих уреза. Следе затим ниска стубаста обележја и стубови средње висине са равним, заобљеним или угластим завршетком, углавном украшени једноставним урезима удвојеног крста. У више случајева наилази се на развијени тип споменика у облику стуба са покривком. Сви ликовни елементи (фигура покојника, епитафи и геометријска орнаментика) дати су у рудименталним формама, јер груби конгломерат од кога су споменици израђени не дозвољава финију клесарску обраду.

### Појединачни споменици
Источним делом гробља доминира високи, добро очуван споменик у облику стуба са сведеном антропоморфном представом. Потиче из прве половине 19. века. Тело покојника приказано је у облику удвојених крстова, а глава представљена кругом који је оивичен зракастом линијом, тако да подсећа на сунце. У кругу су приказане основне црте лица, а због начина на који су исклесана уста, стиче се утисак да је покојник приказан као да се смеје.